# Luleå FF (1983)
Luleå FF var en fotbollsförening från Luleå i Norrbottens län som bestod 1983 till 1988. Föreningen bildades som en gemensam a-lagssatsning mellan Gammelstads IF och Notvikens IK. Även Alviks IK, Bergnäsets AIK, Lira BK, Luleå SK, Rutviks SK och Sunderby SK ingick i samarbetet. Laget, som uppträdde i rödblårandiga tröjor, vann Division 3 Norra Norrland premiäråret 1984 före IFK Luleå och avancerade till division 2, den näst högsta divisionen på den tiden, efter att ha besegrat Varbergs BoIS i kvalet med sammanlagt 5-3 . Laget presterade väl 1985 och slutade på sjätte plats i Division 2 norra. Föreningen drogs emellertid med ekonomiska skulder i miljonklassen och diskussioner inleddes med IFK Luleå om ett samgående. Under hösten 1985 beslutades att ett gemensamt lag, Luleå FF/IFK skulle överta Luleå FF:s plats i division II. Det gemensamma laget slutade på tionde plats i Divison 2 norra 1986, nionde plats i Division 1 norra 1987 (samma serie men med nytt namn) och tionde plats 1988. Efter säsongen beslutades att fusionera Luleå FF/IFK med IFK Luleå under namnet IFK Luleå. Luleå FF upphörde därmed att existera.

## Hemmadresser
| Luleå FF | Luleå FF/IFK |

En annan förening med samma namn, Luleå FF, bildades år 2000. Namnet till trots rör det sig om helt separata föreningar.